# Frederic al III-lea, Duce de Holstein-Gottorp
Frederic al III-lea de Holstein-Gottorp (22 decembrie 1597 – 10 august 1659) a fost Duce de Holstein-Gottorp.

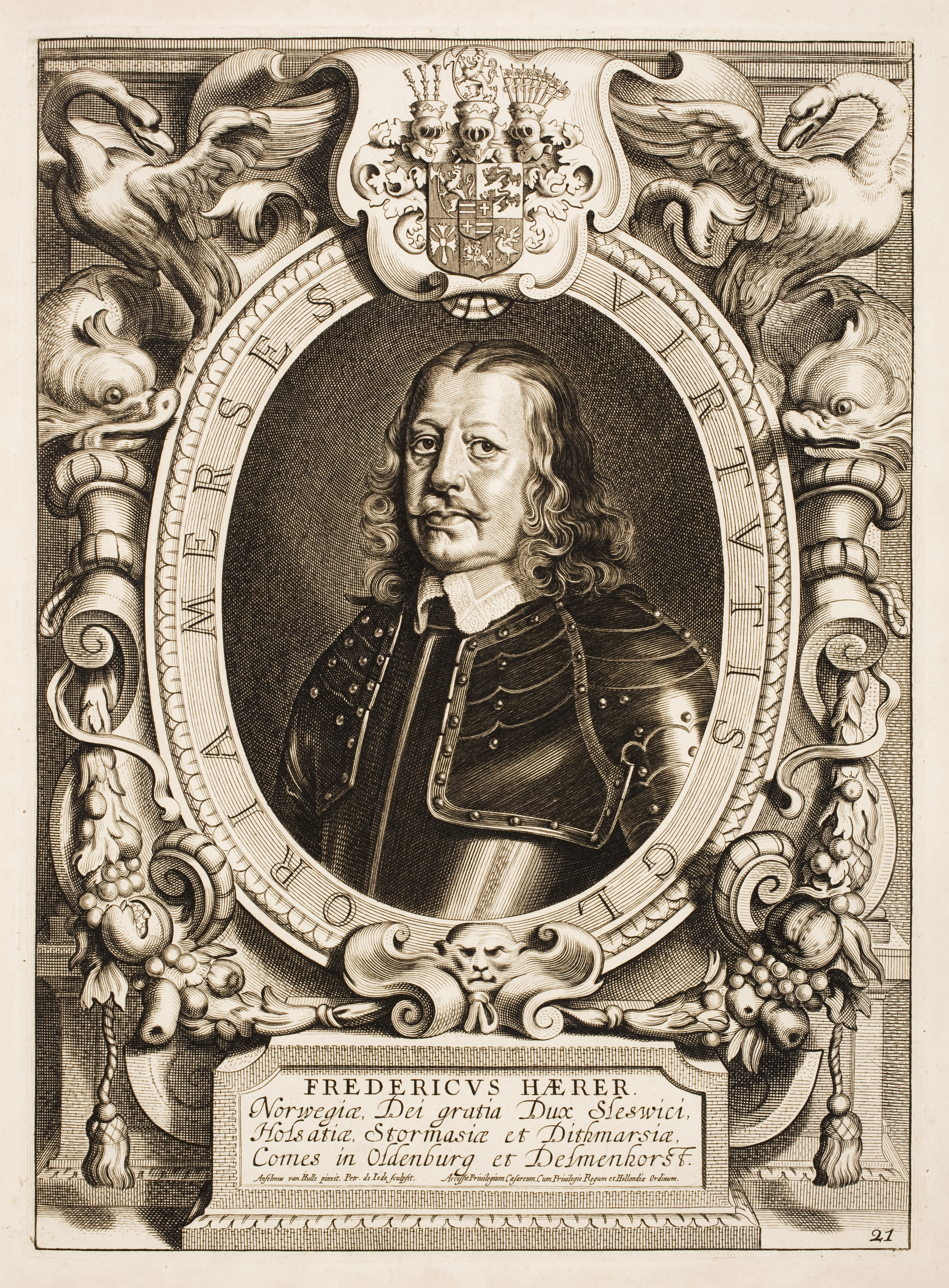
Gravură reprezentând pe Ducele Frederic al III-lea de Holstein-Gottorp

A fost fiul cel mare al Ducelui Johann Adolf de Holstein-Gottorp și a Prințesei Augusta a Danemarcei. Mama lui a fost fiica regelui Frederic al II-lea al Danemarcei. 
A avut planuri ambițioase în ceea ce privește dezvoltarea comerțului maritim. În acest scop, în 1621 el a fondat Friedrichstadt, după ce Christian al IV-lea al Danemarcei a fondat în 1617 orașul Glückstadt.
La 21 februarie 1630, la Dresda, s-a căsătorit cu Prințesa  Maria Elisabeta a Saxoniei, fiica Electorului  Johann Georg I al Saxoniei și a Magdalene Sibylle a Prusiei. Ei au avut următorii copii:
1. Sofie Auguste (5 decembrie 1630 – 12 decembrie 1680), căsătorită la 16 septembrie 1649 cu Johann al VI-lea, Prinț de Anhalt-Zerbst. Mama lui Johann Ludwig I, Prinț de Anhalt-Dornburg, bunica lui Christian August, Prinț de Anhalt-Zerbst, și străbunica țarinei Ecaterina a II-a Rusiei.
2. Magdalene Sibylle (24 noiembrie 1631 – 22 septembrie 1719), căsătorită la 28 noiembrie 1654 cu Gustav Adolph, Duce de Mecklenburg-Güstrow. Mama reginei Danemarcei, Louise de Mecklenburg-Güstrow.
3. Johann Adolf (29 septembrie 1632 – 19 noiembrie 1633).
4. Marie Elisabeth (6 iunie 1634 – 17 iunie 1665), căsătorită la 24 noiembrie 1650 cu Ludovic al VI-lea, Landgraf de Hesse-Darmstadt.
5. Friedrich (17 iulie 1635 – 12 august 1654).
6. Hedwig Eleonore (23 octombrie 1636 – 24 noiembrie 1715), căsătorită la 24 octombrie 1654 cu regele Carol al X-lea al Suediei.
7. Adolf August (1 septembrie 1637 – 20 noiembrie 1637).
8. Johann Georg (8 august 1638 – 25 noiembrie 1655).
9. Anna Dorothea (13 februarie 1640 – 13 mai 1713).
10. Christian Albert, Duce de Holstein-Gottorp (3 februarie 1641 – 6 ianuarie 1695).
11. Gustav Ulrich (16 martie 1642 – 23 octombrie 1642).
12. Christine Sabine (11 iulie 1643 – 20 martie 1644).
13. August Friedrich (6 mai 1646 – 2 octombrie 1705), Prinț-Regent de Eutin și Prinț-Episcop de Lübeck; căsătorit la 21 iunie 1676 cu Christine de Saxa-Weissenfels (fiica lui Augustus, Duce de Saxa-Weissenfels și a primei lui soții, Anna Maria de Mecklenburg-Schwerin). Fără copii.
14. Adolf (24 august 1647 – 27 decembrie 1647).
15. Elisabeth Sofie (24 august 1647 – 16 noiembrie 1647), geamănă cu Adolf.
16. Auguste Marie (6 februarie 1649 – 25 aprilie 1728), căsătorită la 15 mai 1670 cu Frederic al VII-lea, Margraf de Baden-Durlach.